# Francia en los Juegos Olímpicos de Sídney 2000
Francia estuvo representada en los Juegos Olímpicos de Sídney 2000 por un total de 336 deportistas que compitieron en 28 deportes.  
El portador de la bandera en la ceremonia de apertura fue el yudoca David Douillet.

## Medallistas
El equipo olímpico francés obtuvo las siguientes medallas:
| Nombre                                                             | Deporte               | Competición                        |
| ------------------------------------------------------------------ | --------------------- | ---------------------------------- |
| Oro                                                                |                       |                                    |
| Brahim Asloum                                                      | Boxeo                 | Minimosca (48 kg) M                |
| Arnaud Tournant Florian Rousseau Laurent Gané                      | Ciclismo en pista     | Velocidad por eqs. M               |
| Florian Rousseau                                                   | Ciclismo en pista     | Keirin M                           |
| Félicia Ballanger                                                  | Ciclismo en pista     | 500 m contrarreloj F               |
| Félicia Ballanger                                                  | Ciclismo en pista     | Velocidad ind. F                   |
| Miguel Martinez                                                    | Ciclismo de montaña   | Campo a través M                   |
| Lionel Plumenail Brice Guyart Jean-Noël Ferrari Patrice Lhôtellier | Esgrima               | Florete por eqs. M                 |
| David Douillet                                                     | Judo                  | +100 kg M                          |
| Séverine Vandenhende                                               | Judo                  | –63 kg F                           |
| Tony Estanguet                                                     | Piragüismo en eslalon | C1 M                               |
| Michel Andrieux Jean-Christophe Rolland                            | Remo                  | Dos sin timonel (M2-) M            |
| Jean-Christophe Bette Xavier Dorfman Yves Hocdé Laurent Porchier   | Remo                  | Cuatro sin timonel ligero (LM4-) M |
| Franck Dumoulin                                                    | Tiro                  | Pistola de aire 10 m M             |
| Plata                                                              |                       |                                    |
| Equipo                                                             | Baloncesto            | Torneo M                           |
| Florian Rousseau                                                   | Ciclismo en pista     | Velocidad ind. M                   |
| Marion Clignet                                                     | Ciclismo en pista     | Persecución ind. F                 |
| Hugues Obry                                                        | Esgrima               | Espada ind. M                      |
| Mathieu Gourdain                                                   | Esgrima               | Sable ind. M                       |
| Éric Srecki Jean-François Di Martino Hugues Obry                   | Esgrima               | Espada por eqs. M                  |
| Damien Touya Mathieu Gourdain Julien Pillet                        | Esgrima               | Sable por eqs. M                   |
| Benjamin Varonian                                                  | Gimnasia artística    | Barra fija M                       |
| Éric Poujade                                                       | Gimnasia artística    | Caballo con arcos M                |
| Larbi Benboudaoud                                                  | Judo                  | –66 kg M                           |
| Céline Lebrun                                                      | Judo                  | –78 kg F                           |
| Roxana Maracineanu                                                 | Natación              | 200 m espalda F                    |
| Brigitte Guibal                                                    | Piragüismo en eslalon | K1 F                               |
| Delphine Racinet                                                   | Tiro                  | Foso F                             |
| Bronce                                                             |                       |                                    |
| Jérôme Thomas                                                      | Boxeo                 | Mosca (51 kg) M                    |
| Jeannie Longo-Ciprelli                                             | Ciclismo en ruta      | Contrarreloj F                     |
| Laura Flessel                                                      | Esgrima               | Espada ind. F                      |
| Frédéric Demontfaucon                                              | Judo                  | –90 kg M                           |
| Stéphane Traineau                                                  | Judo                  | –100 kg M                          |
| Virginie Dedieu Myriam Lignot                                      | Natación sincronizada | Dúo F                              |
| Anne-Lise Bardet                                                   | Piragüismo en eslalon | K1 F                               |
| Thibaud Chapelle Pascal Touron                                     | Remo                  | Scull doble ligero (LM2x) M        |
| Pascal Gentil                                                      | Taekwondo             | +80 kg M                           |
| Arnaud Di Pasquale                                                 | Tenis                 | Individual M                       |
| Jean-Philippe Gatien Patrick Chila                                 | Tenis de mesa         | Dobles M                           |